# Douwa
Douwa ou Duwa est un khan mongol qui a régné sur l'apanage de Djaghataï de 1282–1307 avec l'appui de Qaïdu. Il était le second fils du prince djaghataïde Barak.
IL mena dès 1275 de nombreuses guerres contre l'empereur mongol de Chine Kubilai Khan et, en 1306, il finit par obtenir la Dzoungarie en échange de son inféodation au Grand Khan et empereur Yuan de Chine.

## Règne
Douwa soutient son suzerain dans ses prétentions au titre de grand khan. Dès 1275, il l'accompagne dans une campagne contre le souverain ouïgour (idikout), vassal fidèle de Kubilai Khan. L'intervention de ce dernier les met en déroute. Douwa participe à la coalition organisé par Qaïdu contre Kubilai en 1287. Douwa attaque par surprise le prince Ongüt Körgüz (Georges), époux de petites-filles de Kubilai, vice-roi en Mongolie intérieure et commandant de ses armées. En septembre 1298, Douwa le fait prisonnier, mais il est battu et mis en fuite alors qu'il essaye d'attaquer l'armée du prince Ananda à la frontière du pays tangout, entre Tourfan et le Gansu. Il fait exécuter Körgüz pour se venger.
Qaïdu, finalement vaincu par Témur Khan en tentant de s'emparer de Karakorum en août 1301, meurt pendant la retraite. Il est remplacé par son fils Djeper. Douwa participe cette même année avec Djeper à une expédition du côté des monts Khangaï, à l’ouest de Karakorum. Plus tard, il le persuade de reconnaître la suzeraineté de la dynastie Yuan. En août 1303 ils envoient une ambassade conjointe rendre hommage à la cour de Pékin. L’unité mongole est rétablie.
Vers 1305, Douwa finit par se brouiller avec Djeper et le vainc entre Khodjent et Samarcande, mais est battu à son tour par Châh-Oghoul, le frère de Djeper. Douwa lui offre de négocier la paix, et Châh-Oghoul licencie imprudemment une partie de ses troupes. Il est battu à Khodjent par Douwa qui s'empare de Bénaket et de Talas. Djeper, qui est alors dans la région entre l'Irtych noir et le Youldouz est pris à revers par le grand khan Témur. Il doit se livrer à Douwa qui l'oblige à lui rendre les territoires pris par Qaïdu (1306). Le Khanat de Djaghataï retrouve alors l'intégrité de son territoire, comprenant la Transoxiane, le Turkestan oriental et la riche vallée de l’Ili. Douwa meurt peu après, en 1307, et son fils Koundjounk lui succède.

## Famille

### Epouses et descendance
De son épouse, Yeliyiheimishi Beki, noble Qocho, il n'a aucun enfants, de ses autres épouses, il a eu;
- Qutlugh Khwaja, (v.1280 - 1299/1300);
- Kundjuk, (v.1282 - 1308), Khan en 1307;
- Esen Buqa I, (v.1283 - 1318), Khan en 1310;
- Kebek, (v.1284 - 1325), Khan en 1309/10 puis à partir de 1318;
- Eljigidey, (v.1285 - 1329), Khan en 1326;
- Duwa Temür, (v.1290 - 1330), Khan en 1329;
- Tarmachirin, (v.1292 - 1334), Khan en 1321;
- Ebugen, (v.1293 - ?);
- Surguda, (v.1295 - ?);

## Sources
- Histoire de la Mongolie, des origines à nos jours, par László Lőrincz Publié par Akadémiai Kiadó, 1984  (ISBN 9630533812 et 9789630533812)
- René Grousset, L’empire des steppes, Attila, Gengis-Khan, Tamerlan, Paris, Payot, 1965, 4e éd. (1re éd. 1938), version pdf : 669 (présentation en ligne, lire en ligne)